# 7148 Reinholdbien
7148 Reinholdbien este un asteroid din centura principală de asteroizi.

## Descriere
7148 Reinholdbien este un asteroid din centura principală de asteroizi. A fost descoperit pe 25 martie 1971 la Observatorul Palomar de Cornelis Johannes van Houten, Ingrid van Houten-Groeneveld și Tom Gehrels. Asteroidul prezintă o orbită caracterizată de o semiaxă mare de 2,29 ua, o excentricitate de 0,05 și o înclinație de 5,0° în raport cu ecliptica.